# Helvétie (république)

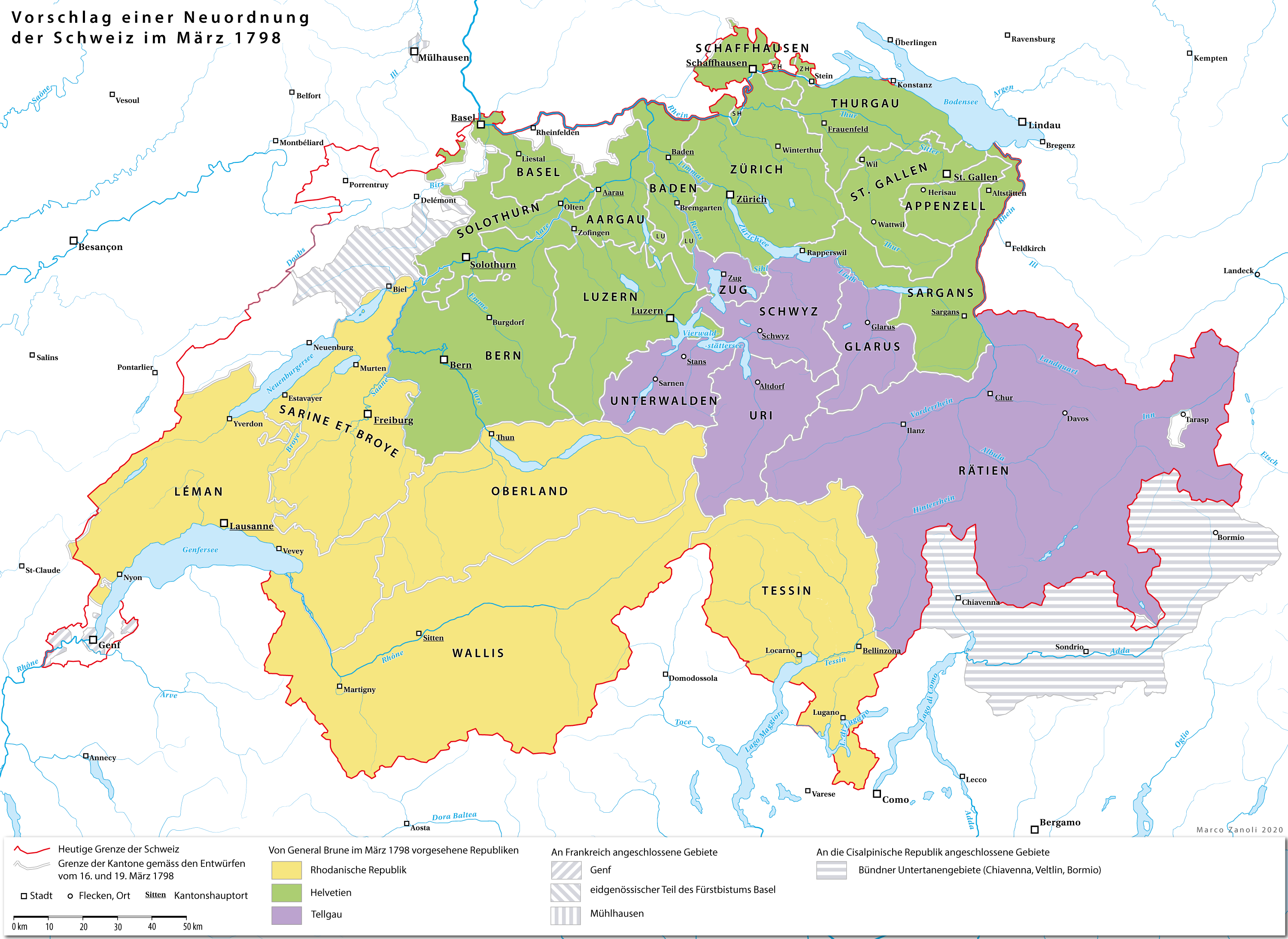
Carte de la partition de la Suisse en trois républiques : l'Helvétie est en vert.

L'Helvétie est l'une des trois républiques suisses imaginées en 1798. 
Elle était censée réunir la partie nord de la Suisse, de Berne à Schaffhouse et Saint-Gall. Les deux autres républiques étaient la Tellgovie, regroupant la Suisse centrale et le canton des Grisons, et la Rhodanie qui couvrait la Suisse romande et le Tessin.
Cette partition, décidée en mars 1798 par le général Brune, provoqua un tollé général et fut révoquée le 22 mars. La constitution de la République helvétique sera adoptée le 28 mars 1798.